# Ellsworth (Wisconsin)
Ellsworth é uma vila localizada no estado norte-americano de Wisconsin, no Condado de Pierce.

## Demografia
Segundo o censo norte-americano de 2000, a sua população era de 2909 habitantes.
Em 2006, foi estimada uma população de 3087, um aumento de 178 (6.1%).

## Geografia
De acordo com o United States Census Bureau tem uma área de
9,7 km², dos quais 9,7 km² cobertos por terra e 0,0 km² cobertos por água. Ellsworth localiza-se a aproximadamente 326 m acima do nível do mar.

## Localidades na vizinhança
O diagrama seguinte representa as localidades num raio de 24 km ao redor de Ellsworth.